# Enigma Rocks
Die Enigma Rocks (englisch für Rätselhafte Felsen) sind eine Gruppe von Nunatakkern im ostantarktischen Viktorialand. Sie ragen nordwestlich des Symes-Nunataks nahe der Mitte des Evans-Firnfelds auf.
Das New Zealand Antarctic Place-Names Committee benannte sie nach ihrer rätselhaften geologischen Struktur, die nicht erkennen lässt, dass es sich um eine geologische Einheit handelt.